# 黃定邦
黃定邦 Michael，香港默劇藝人。2017年香港首個入選塞爾維亞獨腳戲及默劇節，與默劇藝人崔家樂、音樂設計鄭展晴合力炮製默劇《全日禁區》，奪得該節四十二屆最佳默劇金獎。
2023年 任 愛丁堡藝穗節 Scotsman Fringe First Award 得獎節目《A Funeral for My Friend Who Is Still Alive》形體指導。
2022年 以表演者身份隨 Treasure Chest Theatre 參與 《The Trip》，並於2023年在 香港最大型音樂節 Clockenflap 2023 、 Camp Bestival ( 英國 Dorset ) 、International Puppet Fringe NYC  (美國 New York) 作重演。
2018年，以編作形體演員參與由藝術家曹斐執導的影像作品「監獄建築師」，於大館展出。2019年曾受邀到 華．美術館 參加「有界無邊」夜展中以作品《無知慾》作公演。2021年於香港藝術節@大館：《藝術外賣》及《芝麻開門》表演、編作現代默劇。
黃氏為小丑劇團Super Clown 創始成員之一。亦是實驗劇團聲覺遊列破及上海街工人戲偶團創始成員。
2017年，參與由英國著名默劇家及導演 Peta Lily 暗黑小丑演出《樂於嚇人》。2016年，香港小丑劇團 Super Clown 創始成員之一。於同年3月獲得「創意實驗室 -- 創意書院藝術場地資助計劃」(2015) 資助，導演小丑劇演出《小丑原住民》。同年 9月至12月，他到大欖女懲教所作義工，以「四時頌」為主題，帶領囚犯學習默劇。 2019年黃氏獲得Business for Art Foundation 資助導演面具實驗劇 《孤兒日記》。
黃定邦相信小朋友可以從小丑藝術中學習面對失敗，因為小丑是遊戲，勝負必然，無論輸贏都會繼續遊戲去取樂。
早至2006年，黃定邦加入香港最早的默劇藝團 - 藝穗默劇實驗室，在孫國富、李然貴指導下學習默劇，曾隨團演出《花開花落》2013、《傻姑娘與怪老樹》2012、《再試何妨》2010、《何去何從》2010、《一試無妨》2009、《木蘭》2008等... 先後參與首爾、台北、澳門、深圳灣藝穗節，2009年更到韓國參加春川國際默劇節。
在形體方面，先後在韓國導演尹鍾連和金大建的課堂及導演下，完成《一試無妨》2009 和《傻姑娘與怪老樹》2012 (郭寶崑節2012演出劇目) 演出。
2012年開始學習舞踏，曾於舞踏大師桂勘(日本)和吉岡由美子(日本) 課堂學習舞踏。
2012年參加西班牙資深小丑Andreu Segura 的小丑課堂及2013年參加英國默劇及小丑大師 Peta Lily 的小丑課堂。
2013和2014年參與香港管弦樂團的《家+賞.巴羅克》、《Jazz For kid》和《Chaplin For kids》作小丑默劇演出，和大人和小朋友作互動。
黃定邦曾於YMCA 、大欖女子懲教所、路德會賽馬會華明綜合服務中心、La-Rose-Noire 及多間中小學、志願團體教導默劇、小丑、面具及雜耍。
受默劇的影響，黃氏以默劇的主要精神「模仿」及「觀察」，無師自通下在設計領域勝出由路政署、環境保護署、香港建築師學會、香港工程師學會、香港公路及運輸學會及香港園境師學會合辦《隔音屏障國際概念設計比賽》 2009、由香港貿易發展局主辦的《香港眼鏡設計比賽》2010及奪得由康樂及文化事務署主辦的《中秋綵燈設計比賽2012》公開組季軍。黃氏認為視覺藝術、美感與舞台的空間運用及舞台調動的關係密不可分，於2014年完成三年半的花藝設計師範課程，繼續在視覺上訓練顏色、平衡、線條、氣味等，去雕琢對舞台的使用方法。黃氏修畢美國花藝學院頒發教授文憑後，再於2019年完成國際認可的美國花藝學院之銅牌教授文憑。
2018年，黃定邦完成香港建造學院為期一百日的建造棚架班，主修科竹棚工藝、副修科金屬棚架工藝。
2019年，黃定邦繼續努力不懈、身體力行吸收其他專業技術去融合到默劇當中，完成英國皇家舞蹈學院三級芭蕾考試、高結構駐場教練(一級教練)、低結構駐場教練(一級教練)、山藝助教、二級運動攀登訓練、歷奇活動助理基礎證書課程。找尋默劇的身體運動、經歷體驗、教學之間的關係。
而2024 年，黃定邦開始成為地板冰壺教練，於2024年「粵港澳青年冰壺交流活動及友誼賽」中冰壺項目取得第三。

## 默劇/小丑演出作品
2024 《2024澳門國際幻彩大巡遊》（開幕、巡遊及閉幕默劇表演者）
2024 《家FUN演出 - 默劇》（導演及編作演員） - 2024 西九家FUN藝術節
2024 《三隻小豬》（導演及編作演員） - 2024 堅城社區萬花筒節目
2023 《∴》（編作表演者及意念創作）- （ Unlock Body Lab: 公開研習週2023 - 《後續創作Vol.1》演出作品）
2021  香港藝術節@大館：《芝麻開門》
2021  香港藝術節@大館：《藝術外賣》
2019  香港不貧窮藝術節 2019 - 《我眼中的孤兒》 (編作演員) - 二人默劇
2019  第8屆空式默劇節 - 《無知慾》 (編作演員) - 二人默劇
2019 《無知慾》華．美術館 參加「有界無邊」夜展 (編作演員) - 二人默劇
2017 《樂於嚇人》 (編作演員/小丑)- 藝穗默劇實驗室
2017 《全日禁區 RE》 (編作演員)- 二人默劇
2017 《全日禁區》 (編作演員)- 二人默劇
2017 《約拿 No!No!No!》(編作演員/小丑) - Super Clown
2013 《花開花落》 (編作演員) - 藝穗默劇實驗室
2013 《潘朵拉的盒子》  (編作演員) - 無聲模式
2012 《傻姑娘與怪老樹》 (編作演員) - 藝穗默劇實驗室
2011 《愛在夢中遺忘時 Demolition》 (編作演員)
2010 《再試何妨》(編作演員) - 藝穗默劇實驗室
2010 《何去何從》 (編作演員) - 藝穗默劇實驗室
2009 《一試無妨 》(編作演員) - 藝穗默劇實驗室
2008 《木蘭》(編作演員) - 藝穗默劇實驗室
2006 《抱抱 Hug Hug》(編作演員) - 藝穗默劇實驗室

## 表演者
2023 《The Trip》@ International Puppet Fringe NYC  (表演者) - Treasure Chest Theatre
2023 《The Trip》@ Camp Bestival (表演者) - Treasure Chest Theatre
2023 《The Trip》@ Clockenflap Music and Art Festival 2023 (表演者) - Treasure Chest Theatre
2023 《山海二零四玖》- 一與異作邦
2022 《晴雨》(表演者)
2022 《The Trip》(表演者) - Treasure Chest Theatre
2020 《異例與法則》- 愛麗絲劇場實驗室
2018 《監獄建築師》- 曹斐執導影像作品
2017 《他她》
2016 《禁忌之詩》- 愛麗絲劇場實驗室

## 劇場導演 / 形體編作 / 形體指導作品
2024  《一起鉤織》 （副藝術總監：黃定邦）- 2024 西九家FUN藝術節
2024 《三隻小豬》（導演及編作演員） - 2024 堅城社區萬花筒節目
2023 《A Funeral for My Friend Who Is Still Alive》(形體指導 )- 2023 愛丁堡藝穗節 Scotsman Fringe First Award 得獎節目
2022 《榕樹下》(默劇指導) - 影話戲
2022 《拾物》 (導演) - 上海街工人戲偶團
2021 《活物》 (永續藝術展) (導演) - 上海街工人戲偶團
2021 《環 》(永續藝術展) (導演) 
2021 《巴別塔香港PK版》形體創作及意念 (形體片段)  - 排場好戲
2019 《孤兒日記》 (導演) - 二人默劇
2019 《流芳》 (2019臺北藝穗節 )  (導演)
2019 《讓我接近地平線 》(香港第8屆空式默劇節 ) (導演)
2018 《讓我接近地平線 》( Nepal International Solo Theatre Festival 2018） (導演)
2017 小丑劇《約拿 No!No!No!》 (導演) - Super Clown
2016 小丑劇《小丑原住民》 (導演)   - Super Clown

## 獲獎短片作品
2009 《何價 The Value》  - 廉政公署主辦「財富與人生」錄像短片創作比賽公開組銅獎 (導演) 
2009 《豐盛人生：睇你點揀 》 - 廉政公署主辦「財富與人生」錄像短片創作比賽公開組金獎 (演員)
2009 「樂在今天」短片拍攝比賽公開組冠軍 - 新生精神康復會 (導演)
2008 《心動的回憶 - 香港心臟專科學院主辦「護心有法」短片創作比賽冠軍作品 (導演)

## 設計獲得獎項
2012 康樂及文化事務署主辦的《中秋綵燈設計比賽2012》公開組季軍
2010 香港貿易發展局主辦 《香港眼鏡設計比賽》公開組優勝作品
2009 路政署、環境保護署、香港建築師學會、香港工程師學會、香港公路及運輸學會及香港園境師學會合辦 《隔音屏障國際概念設計比賽》公開組甲組優勝作品